# Pouvoirs de Zeus
Pour un article plus général, voir Zeus.
Zeus est le plus puissant des dieux grecs, dieu du ciel et roi des dieux. Ses pouvoirs se manifestent dans différentes sphères, qui sont souvent liées de près ou de loin avec son rôle de figure d'autorité. Ses différentes manifestations du dieu sont identifiées par des épithètes (ou épiclèses), qui se rapportent souvent à un de ses pouvoirs en particulier.
Zeus est le dieu du ciel, maître des éléments célestes et atmosphériques, qui commande à la pluie (et influence par ce biais la croissance des plantes), ainsi que la foudre, la plus éloquente des manifestations de sa puissance. Par extension c'est un dieu associé aux hauteurs, dont le lieu de résidence terrestre privilégié et le sommet de montagnes. C'est un dieu souverain et patriarcal, qui est source d'autorité au sein des sociétés humaines, qu'il s'agisse de celle des rois, des institutions civiques ou des pères de famille. Zeus est également celui qui garantit le respect du droit et de la justice, des relations sociales telles que l'hospitalité, l'amitié, les supplications, ainsi que la stabilité et la prospérité des foyers. 
Ce dieu est donc logiquement un de ceux vers lequel les Grecs se tournent en priorité lorsqu'ils ont à solliciter l'aide des puissances divines, pour bénéficier des différents pouvoirs dont il dispose (cultes de Zeus).

## Une puissance multiple
Comme les autres divinités majeures des panthéons grecs, Zeus se décline en une multitude d'aspects se manifestant dans des domaines de compétences différents, qui sont tout autant de facettes de sa personnalité/puissance divine. Sa puissance est « multi-dimensionnelle »,. 
Selon J.-P. Vernant : « la religion vivante des Grecs ne connaît pas un Zeus unique, mais des Zeus différents, qualifiés par des épithètes cultuelles qui les rattachent à des domaines d'activités définis. Ce qui importe dans le culte, c'est d'invoquer le Zeus qui convient dans une situation bien précise. » L'épithète/épiclèse est déterminante quand il s'agit de savoir de quelle manière honorer le dieu : les rites pour s'attacher les faveurs de Zeus Lykaios, de Zeus Xenios et de Zeus Meilichios seront différents. 
Cette profusion d'épithètes cultuelles suscite les réflexions de l'orateur Dion Chrysostome (v. 40-120 ap. J.-C.), qui considère qu'un sculpteur doit adapter sa manière de représenter le dieu en fonction de l'épithète concernée, chacune présentant sa spécificité :

« seul des dieux, (Zeus) est appelé Patèr (« père ») et Basileus (« roi »), Polieus (« de la cité ») et Philios (« amical ») et Hetaireios (« des hétairies »), et aussi Hikesios (« des suppliants ») et Xenios (« hospitalier ») et Epikarpios (« des fruits ») et il a des milliers d'autres épiclèses en rapports avec ses bienfaits ; on l'invoque comme Basileus en raison de son autorité et de sa puissance, comme Patèr, je pense, en raison de sa sollicitude et de sa gentillesse, Homognios (« de la parenté ») en raison de la communauté de parenté qui unit les dieux et les hommes, Ktèsios (« des richesses ») et Epikarpios, dans la mesure où il (Zeus) est à l'origine de tous les fruits et est le donneur de richesse et de puissance. »

— Dion Chrysostome (trad. Pierre Brulé), Discours XII, dit Olympique, 71-77.
Il y a également une pluralité d'interprétations du dieu dans les œuvres des poètes et des philosophes. Pour autant, il existe bien derrière ces différentes facettes de Zeus des éléments d'unité, « un horizon culturel commun que les Grecs associent à la puissance divine que tous appellent « Zeus » », sur lequel « viennent s'inscrire le ciel, le pouvoir, la souveraineté, l'autorité, pour ne citer que les éléments les plus apparents que fait surgir le nom même de Zeus » (G. Pironti). Ce pourrait être plus spécifiquement un dieu dont la caractéristique fondamentale est le pouvoir de souveraineté, même s'il n'est pas évident de la retrouver dans toutes ses déclinaisons.
Zeus est donc souvent traité par les historiens de la religion grecque « comme un consortium de dieux plutôt que comme un dieu unique aux multiples facettes. » Les études sur Zeus se concentrent souvent sur certains de ses aspects que sur la figure en général, jugée trop diverse et complexe : un culte en particulier, une forme d'art, son rapport à la justice ou au destin, ou à d'autres divinités. Les spécialistes qui ont cherché à donner une image synthétique de Zeus (W. Otto, J.-P. Vernant, W. Burkert) ont chacun à leur manière mis l'accent sur sa puissance considérable et sa suprématie, donc son statut de dieu souverain.

## Un dieu du ciel et des forces atmosphériques

### Les phénomènes atmosphériques

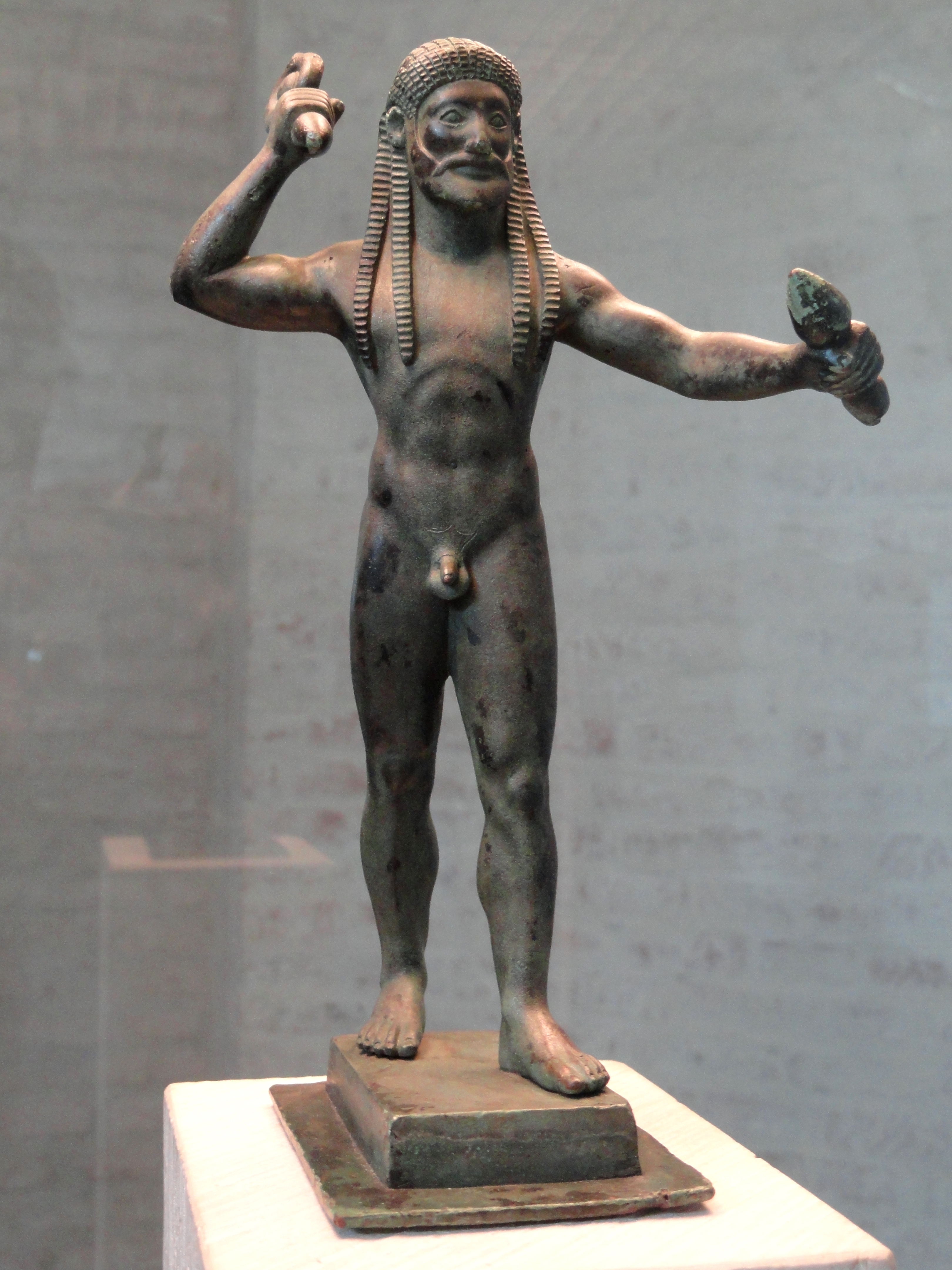
Statue de Zeus brandissant le foudre. Glyptothèque de Munich.

Dieu du ciel lumineux, Zeus préserve son aspect céleste, visible dans une de ses épithètes, Ouranios « céleste ». Selon le poète Archiloque (v. 650 av. J.-C.), « le ciel est (son) empire (kratos). » Si Zeus n'est pas le ciel, « certains caractères de ce ciel, le pouvoir qu’il exerce sur la vie humaine, constituent comme des voies à travers lesquelles la puissance de Zeus est rendue présente aux hommes. »
Il est surtout reconnu dans le monde grec comme un dieu de ce qui vient du ciel, les phénomènes atmosphériques et les mouvements météorologiques,. Homère en fait l'« assembleur de nuées » (nephelegereta) et le dieu à la « noire nuée » (kelainephes). Il est tenu pour responsable de tout un ensemble de phénomènes atmosphériques, ou plutôt il les incarne : on ne dit pas « il pleut », mais « Zeus pleut »,. Dans la comédie Les Nuées d'Aristophane (445-385 av. J.-C.), lorsque Strépisiade apprend que Socrate ne croit pas que Zeus existe, il lui demande qui ferait pleuvoir si c'était le cas (368). Parmi ses manifestations se trouvent donc aussi bien les pluies, averses et tempêtes, les chutes de neige, les nuages, les rayons de soleil, que les éclairs. Il a aussi une capacité à retenir les pluies et à provoquer la sécheresse : l'orateur Isocrate (436-338 av. J.-C.) le décrit comme le « dispensateur de l'humidité et de la sécheresse » (Éloge de Bousiris, 13).
Dieu des pluies, il porte les épithètes cultuelles Ombrios et Hyetios « de la pluie/pluvieux »,. On lui fait donc des prières et des offrandes pour qu'il fasse pleuvoir et soit ainsi bénéfique aux récoltes,. Pausanias (v. 115-180 ap. J.-C.) rapporte que les Arcadiens accomplissent des rites en l'honneur du Zeus du mont Lycée (Lykaios) lorsqu'une sécheresse frappe leur pays (Description de la Grèce, VIII, 38, 4). Sur l'île de Cos, une association cultuelle est consacrée à Zeus Hyetios, organisant chaque mois un pèlerinage et un sacrifice au dieu, connue par une inscription d'époque hellénistique (v. 200 av. J.-C.),.
Il est un dieu des orages, du tonnerre, des éclairs et de la foudre. Homère emploie pas moins de vingt-six épithètes qui le relient à ces phénomènes (erigdoupos, terpikeraunos, etc.).  Dans le culte, il est connu par des épithètes telles que Keraunios « de la foudre » et Kataibates « qui fait descendre (l'éclair/la foudre du ciel) », Brontaios « tonnant »,. La foudre est en particulier vue comme la manifestation de sa puissance (épiphanie) et un de ses principaux attributs (notamment dans l'art). Il s'en sert pour envoyer des messages aux humains, pulvériser ses ennemis et ceux qui commettent des actes mauvais. Un lieu frappé par la foudre devient inviolable et lui est souvent consacré,,.
Il peut aussi être Ourios « qui envoie des vents favorables », en particulier invoqué par les marins souhaitant arriver à bon port.

### La hauteur et les montagnes

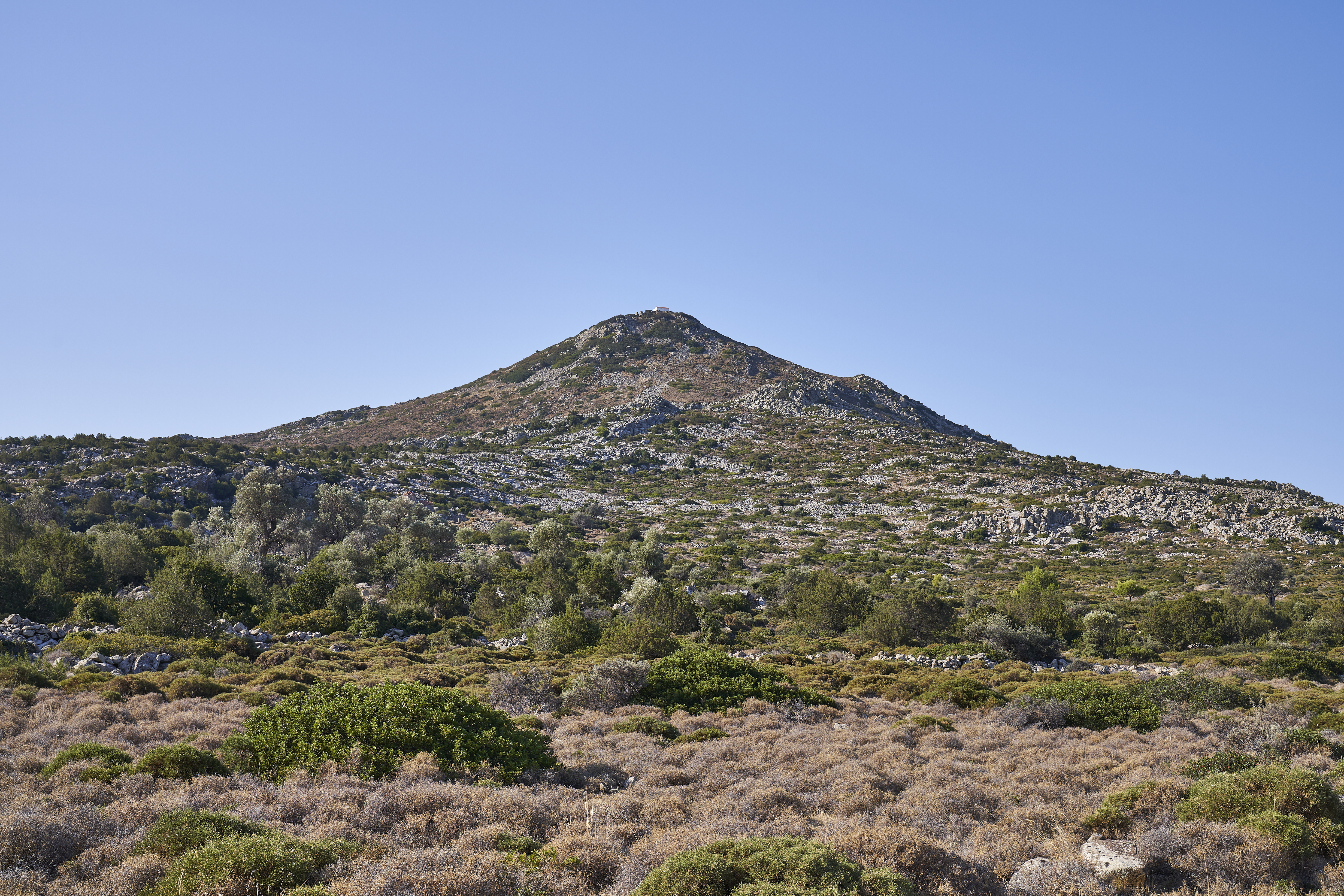
Le mont Hellanion sur l'île d'Égine, lieu d'un ancien sanctuaire de Zeus.

Dieu atmosphérique et souverain, Zeus est aussi un dieu de la hauteur, dominateur et majestueux, dont le lieu de résidence de prédilection est une montagne entourée de nuages,. La tradition la plus commune le fait naître sur le mont Ida en Crète, celle d'Arcadie sur le mont Lycée.
De manière caractéristique, les lieux de culte de Zeus sont situés sur les sommets de montagnes ou collines. Plusieurs communautés, notamment en Béotie, vénèrent un Zeus Karios/Karaios/Keraios « du sommet ». Le mont Pélion donne lieu à un rituel de sacrifice de mouton en l'honneur Zeus Akraios « de la hauteur ». Zeus Hypatos « le plus haut » a son sanctuaire sur le mont Hypatos en Béotie. Le sommet de l'île d'Égine comprend un sanctuaire dédié à Zeus Hellanios « des Grecs »,. Plein d'autres exemples sont connus : en Attique, Zeus est vénéré sur plusieurs monts, dont le Hymette et le Parnès ; les Arcadiens le célébraient sur le mont Lycée (Zeus Lykaios) ; les Crétois au mont Dicté (Zeus Diktaios) et au mont Ida (Zeus Idaios) ; etc.
Zeus est en particulier associé à l'Olympe, sa résidence céleste et le siège de la royauté divine dans la tradition grecque depuis au moins Homère. Olympios « Olympien » est une de ses épithètes les plus répandues. C'est en ce lieu qu'il se tient, au-dessus de tous, et qu'il exerce son rôle de roi des dieux. Ce terme désigne plusieurs montagnes, mais plus particulièrement le plus haut sommet de la Thessalie,. On y vénère Zeus Olympios, mais le principal sanctuaire local dédié à Zeus se trouve au pied de la montagne sur son côté nord, à Dion.

### Les aspects chthoniens et la fertilité
Malgré son caractère fondamental de dieu céleste, Zeus se voit rendre de nombreux cultes sur des aspects chthoniens, liés aux forces terrestres et souterraines, voire au monde infernal et aussi en lien avec la fertilité et la croissance des cultures,,.
L'aspect chthonien du dieu est souvent mis en avant pour Zeus Meilichios (ou Meilikhios) « doux », un dieu que les fidèles cherchent à apaiser afin de s'attirer ses bienfaits, notamment pour sa capacité à apporter la prospérité, dans des cultes souvent accomplis dans un cadre domestique ou par des groupes de parenté (voir plus bas). Cette interprétation ressort notamment du fait qu'il est souvent représenté sous la forme d'un serpent, animal lié aux forces souterraines,. Mais aucune source antique ne le range dans la catégorie (du reste assez vague) des divinités chthoniennes, et cette classification ne permet pas vraiment de comprendre ses fonctions.
Zeus est parfois explicitement surnommé Chthonios ou Katachthonios « souterrain », « dans la terre ». Pausanias (II, 2, 8) dit que l'agora de Corinthe comprend un lieu de culte pour trois Zeus décomposés de manière verticale : un Zeus Hypsitos « très haut », lié aux hauteurs, un Zeus sans épiclèse, et un Zeus Chthonios, lié à la terre. La signification de ces épiclèses est discutée. Elles sont souvent interprétées en lien avec le monde infernal, qui pourrait s'appliquer plus spécifiquement à Katachthonios. Il pourrait aussi s'agir d'une manière de désigner Hadès, le Zeus des Enfers. Mais dans ses usages, l'épithète Chthonios renvoie plutôt à l'agriculture, donc à la terre agricole. Le poète Hésiode (première moitié du VIIe siècle av. J.-C.) prescrit de prier Zeus Chthonios, en même temps que Déméter, au moment des premiers labours, afin d'avoir une bonne récolte (Les Travaux et les Jours, 465-467). Une association similaire se trouve dans un calendrier de Mykonos de la fin du IIIe siècle av. J.-C., évoquant des sacrifices destinés à Zeus Chthonios et à Gê (le Terre) Chthoniê, donc là encore pour la fertilité de la terre.
Ce dernier point renvoie à tout le moins au fait qu'on prête à Zeus, qu'il soit chthonien ou pas, le pouvoir de contribuer à l'enrichissement du sol et à la croissance des plantes, que ce soit par un rôle lié à l'humus et à la terre ou aux pluies et au ciel, ou plus généralement à sa capacité à assurer la prospérité des humains. C'est donc aussi une divinité agraire. Le tragique Eschyle (525-456 av. J.-C.) renvoie à ce rôle dans des passages de sa tragédie Agamemnon : il parle de « Zeus et les sillons de l'année, (qui) par de nombreux et d'amples dons, savent éloigner la famine » (1110) et de la douceur de « la bonne rosée de Zeus pour le germe au sein du bouton » (1380). Plutarque (v. 46-125) évoque Zeus Ombrios « pluvieux », vénéré conjointement à d'autres divinités agraires, Déméter Proerosia « du labour » et Poséidon Phytalmios « qui fait croître » (Œuvres morales, 158e). Ce dieu joue donc un rôle essentiel dans la protection des récoltes (y compris face aux catastrophes naturelles), ce que confirment encore des inscriptions provenant d'Asie mineure, l'invoquant dans un contexte agraire sous ses épithètes célestes (Aithrios « du ciel clair », Brontaios « tonnant », Astrapaios « qui lance des éclairs », Olympios). Il agit sur la croissance de la végétation, donc des cultures. Zeus fait partie des dieux auxquels on attribue le plus des épithètes construites à partir du mot karpos « fruit », « récolte », « production agricole », après Déméter. On lui connaît par des inscriptions des épiclèses telles qu'Epikarpios « des fruits » et Karpophoros « fructifère », mais aussi Phytalmios et Aldemios « qui fait croître », Thallos « rameau » ou encore Georgos « agriculteur », aussi Demetrios « de Déméter » qui le relie là encore à la déesse agraire par excellence,.

## Un dieu souverain et surpuissant

### La position suprême

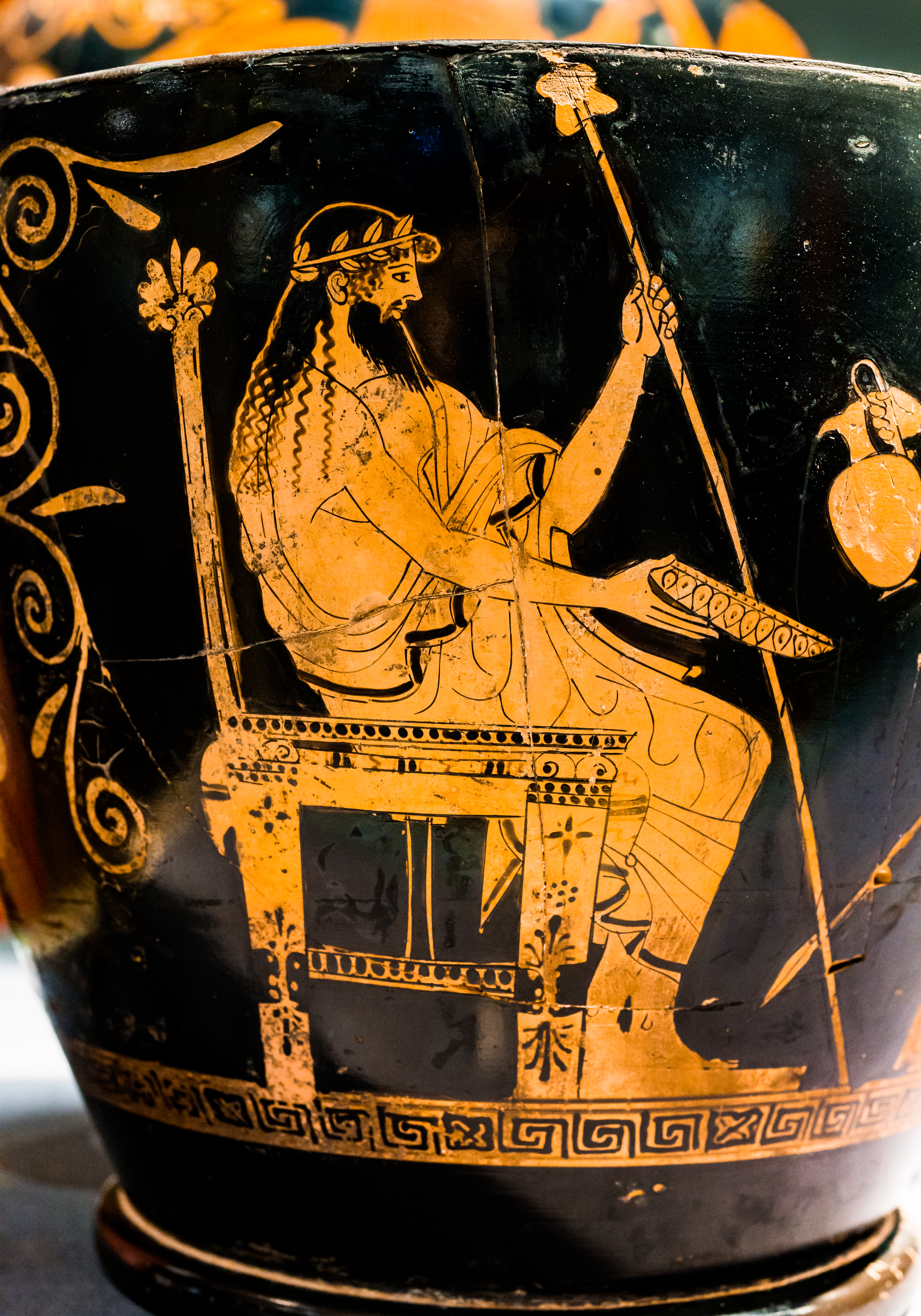
Zeus sur son trône, tenant un sceptre et une phiale dans laquelle sa fille Athéna verse du vin. Skyphos à figures rouges attribué au « Peintre de Lewis », v. 480-470 av. J.-C. Musée d'Histoire de l'art de Vienne.

Zeus est une figure royale, le roi des dieux, ce qui ressort notamment de son épithète Basileus « Roi », attestée dans plusieurs endroits du monde grec (Cos, Paros, Lébadée, Érythrées, Élatée) et qui est employée majoritairement pour lui. Dans l'art (et aussi la littérature), il a pour attributs royaux le trône et le sceptre, ainsi que son animal l'aigle, comme l'illustre sa statue chryséléphantine faite par Phidias pour son sanctuaire d'Olympie, devenue une référence pour la représentation des monarques,. Sa majesté ressort encore dans les épithètes Megas « grand » et Megistos « très grand », qui lui sont données plus qu'à tout autre dieu.
Selon J.-P. Vernant, il est fondamentalement un dieu souverain : « un des traits essentiels de Zeus est qu’il siège, chez les dieux et dans tout l’univers, au sommet de la hiérarchie, qu’il détient le commandement suprême, qu’il dispose d’une force supérieure lui permettant une domination entière sur autrui. » Là où les autres dieux, notamment ses frères Poséidon et Hadès, sont maîtres d'un domaine limité, Zeus exerce la souveraineté (basileia) sur le cosmos tout entier, parce qu'il a prouvé qu'il était supérieur aux autres prétendants à sa domination, après avoir renversé son père Cronos pour prendre sa succession, triomphé lors de la Titanomachie et enfin vaincu Typhon (suivant ce qui est relaté dans la Théogonie d'Hésiode).
C'est également le « père des dieux et des hommes » (Iliade I, 544 ; IV, 235 ; etc. ; Théogonie 542, 643, 848), ce qui se comprend au sens figuré par le fait qu'il est la figure patriarcale par excellence, modèle du père de famille et du maître de maison. Cela peut aussi se comprendre au sens propre, parce qu'il a engendré plusieurs des principales divinités grecques et des héros qui ont eux-mêmes fondé des lignages (Héraclides, Perséides), dont se revendiquent par ailleurs certaines des familles illustres de la Grèce antique (Agiades et Eurypontides à Sparte, Argéades en Macédoine),. C'est aussi le dieu panhellénique s'il en est, qui reçoit les épithètes Hellanios/Hellenios « des Grecs » (qui s'interprète aussi « du mont Hellanios » à Égine) et Panhellenios « de tous les Grecs ».
Plusieurs passages de l’Iliade indiquent clairement que Zeus est le plus fort des dieux, et que son autorité repose en partie sur cela. Dans un passage (VIII, 19-27), il se vante du fait que, dans une lutte de traction à la corde, les autres divinités réunies ne seraient pas assez fortes pour le faire tomber. Sa puissance s'incarne dans son attribut principal, la foudre, qu'il fait s'abattre sur ceux qu'il veut châtier. Y est souvent associé son regard perçant et fulgurant, qui lui permet de tout percevoir plus rapidement que quiconque.
La supériorité de Zeus n'est pas que physique, puisque, bien qu'il ne soit pas omniscient, il est le plus sagace des dieux, celui qui est plus que les autres doué de mètis, l'intelligence rusée. La tradition mythologique rapporte depuis Hésiode qu'il a absorbé la déesse personnifiant cette capacité, Métis, et est dès lors devenu lui-même l'incarnation de cette qualité. Dans la Théogonie, son intelligence est tout aussi importante que sa force, voire plus, pour expliquer comment il prend le pouvoir. Dans les épopées et les hymnes homériques, il domine les autres divinités par sa sagesse et son autorité morale, s'affirmant par sa capacité à faire des arbitrages et à régler les querelles. Personne ne peut le contraindre ou le forcer à rendre des comptes. Mais il existe aussi des limites à sa capacité à agir et à imposer sa volonté aux autres divinités et au cours des choses : au moins dans la vision la plus commune, le plus puissant des dieux n'est pas tout-puissant,.
Quelques poètes et penseurs ont pourtant apporté une inflexion à cette vision commune, pour élever Zeus à un statut qui s'approche de la toute-puissance et de l'universalité. C'est notamment le cas d'Eschyle, qui en fait un dieu capable d'accomplir tout ce qu'il veut, la cause de tout (Suppliantes, 524 et sq. ; Héliades, fr. 70),,. Dans le courant orphique, il devient également une figure dépassant sa stature habituelle, tandis que dans le stoïcisme il devient une figure panthéiste (dans l'hymne que lui dédie Cléanthe, v. 330-232 av. J.-C.), le monde dans sa totalité, qui rend les autres figures divines insignifiantes,.
L'épiclèse Hypsistos « très haut », qui devient une désignation courante pour Zeus à l'époque romaine impériale (surtout aux IIe – IIIe siècle ap. J.-C.), a suscité divers débats quant à son origine et sa signification. Son expansion en Orient coïncide avec celle du monothéisme juif puis chrétien, ce qui fait que l'origine de ce Zeus a souvent été située à l'est et mise en rapport avec le développement dans ces régions de l'idée de dieu suprême (hénothéisme) voire unique (monothéisme), et aussi d'une forme de religiosité plus personnelle. Du reste on trouve encore plus d'attestations d'un « Dieu très haut », Theos Hypsistos, qui correspond bien à cette image, et dans plusieurs cas Zeus Hypsistos est affublé d'autres épithètes proclamant sa grandeur voire sa supériorité sur les autres dieux (un « mégathéisme »). Mais c'est discuté : d'autres spécialistes ont avancé l'impossibilité de tirer des généralités, cette épithète pouvant avoir plusieurs significations, ou encore qu'il s'agissait d'un dieu d'origine macédonienne (autre région où son culte est bien implanté). Il présente bien souvent des profils correspondant à celui d'un Zeus « classique » (notamment Zeus Olympios), sans pour autant exclure qu'il intègre des éléments d'un nouveau type, devenant dans certains cas une sorte de dieu tout-puissant (que ce soit Zeus ou le « Dieu » unique),.

### La régulation du cosmos

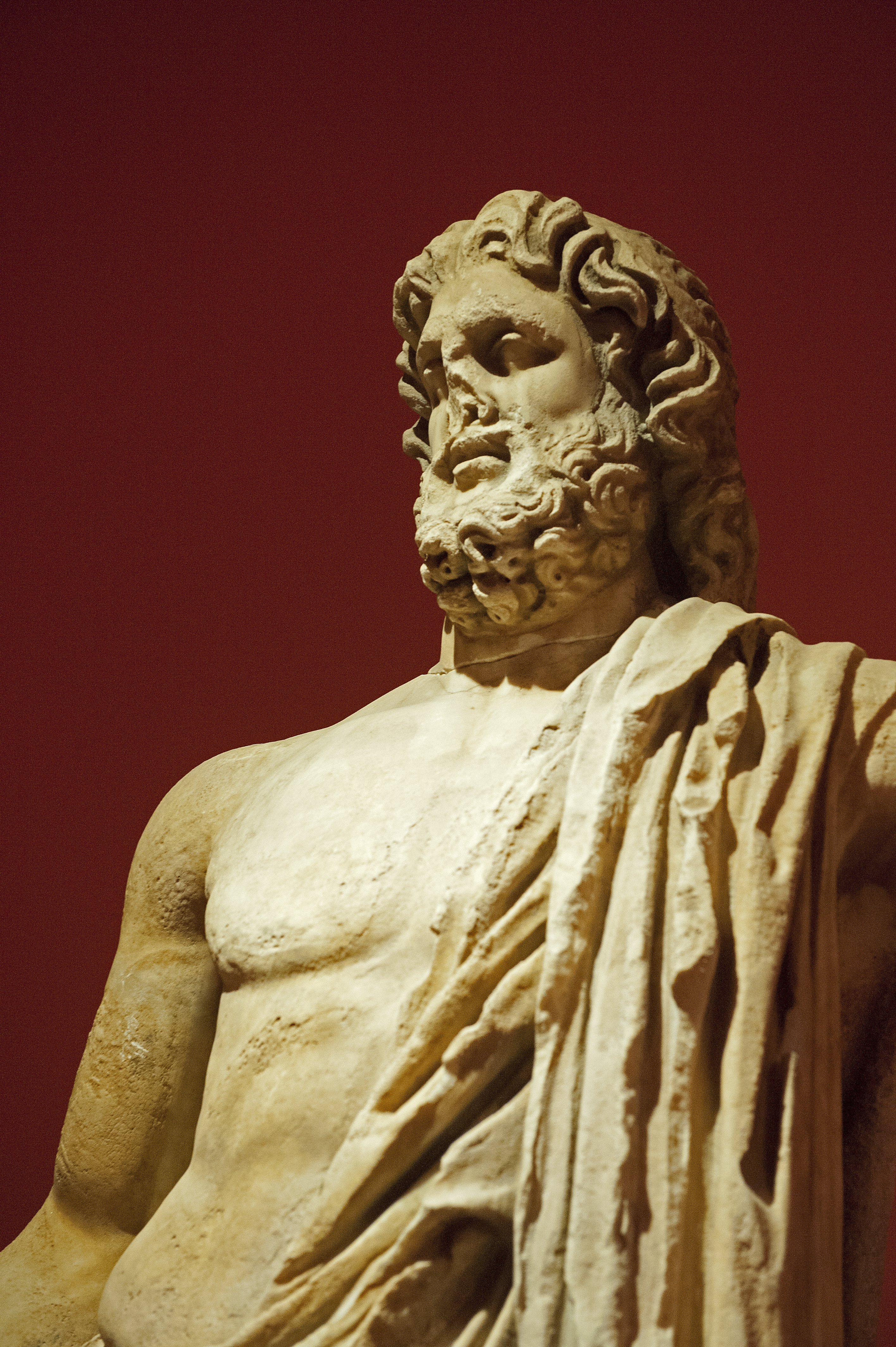
Statue de Zeus provenant de Pergé (Turquie). II ap. J.-C. Musée d'Antalya.

Quand bien même il n'est pas le créateur du monde, Zeus prend, en tant que figure souveraine suprême, des décisions déterminant son organisation et le cours des choses,.
Cela s'applique d'abord à la sphère divine. Si les poètes Homère et Pindare considèrent que la répartition des pouvoirs divins s'est faite par tirage au sort, pour Hésiode (Théogonie, 881-885) c'est Zeus lui-même qui s'est chargé de cela, et a plus généralement assigné à chacun des dieux son rôle dans le cosmos. Il agit de même quand il donne sa fille Perséphone à son frère Hadès qui n'avait pas d'épouse (Hymne homérique à Déméter),. C'est aussi lui qui admet de nouveaux membres dans le cercle olympien en leur accordant l'immortalité et en les accueillant à sa cour, notamment son fils Héraclès et son amant et échanson Ganymède,. Son autorité est acceptée et s'étend tout d'abord aux divinités, comme cela se voit dans les mythes rapportant son arbitrage lors de querelles déchirant la société olympienne. Mais il existe épisodiquement quelques contestations, et surtout des limites au pouvoir de Zeus : ses actes peuvent être contestés par les autres divinités, il doit respecter leurs prérogatives et ne peut pas agir à sa guise en toute circonstance.
Pour les humains, il ne joue pas forcément un rôle dans leur origine, mais dans la régulation de leur société et de leurs rapports avec les dieux, donc là encore la répartition des honneurs et charges (timai) dans l'univers. Il gère en règle générale l'univers d'une manière distante et indirecte. Il est en permanence au courant de ce que font les mortels : selon Hésiode, « l’œil de Zeus voit tout et sait tout » (Les Travaux et les Jours, 267). Zeus communique ses volontés aux humains par le biais de ses envoyés (Hermès, Iris) dans les mythes, et sinon par des signes omineux (surtout la foudre) et des oracles (souvent par l'intermédiaire de son fils Apollon, mais en personne à Dodone et à Olympie) qui doivent être interprétés,,. 
C'est donc un dieu de la divination. Quelques épiclèses renvoient à ce rôle : Semios et Semaleos « (qui donne) des signes », Terastios « qui envoie des présages », Phemios « qui révèle »,. Selon le poète Archiloque, il est « entre les dieux le plus véridique des devins, le seul qui de ses prophéties détienne l'accomplissement. » On lui reconnaît la capacité à donner leur pouvoir aux devins, à commencer par le plus éminent d'entre eux dans la mythologie, Tirésias.
Il peut intervenir si besoin, en imposant sa volonté et des châtiments sur des individus, des collectivités, voire l'humanité tout entière. Cela ressort par exemple du cycle de mythes des origines impliquant Prométhée et du mythe des races où il décide de remplacer chaque génération,,. La guerre de Troie correspond également à une « décision de Zeus » (Dios Boulè, Iliade I, 5) et à un plan mûrement réfléchi. Plusieurs versions circulent sur sa finalité. Selon ce que relataient les Chants cypriens (épopée du VIe siècle av. J.-C. dont il ne reste que des fragments), le roi des dieux répond à une demande de la déesse Gaïa, la Terre, qui ne supportait plus le poids des humains devenus trop nombreux. Avec l'aide de Thémis, il échafaude le plan conduisant au jugement de Pâris, à l'enlèvement d'Hélène et au conflit meurtrier qui allège le fardeau de Gaïa,. Cette capacité de distribuer le bien ou le mal aux humains est illustrée par Homère, à travers la bouche d'Achille, sous la forme de deux jarres, une pleine de bienfaits et l'autre pleine de malheurs, que le dieu peut ouvrir à sa guise (Iliade, XXIV, 525-533). Bien souvent les humains ne comprennent pas pourquoi il le fait, ce qui a donné lieu à de nombreuses réflexions dans l'Antiquité, renvoyant en particulier aux notions de justice et de destin.

### La justice de Zeus
À tout le moins, Zeus est le garant de l'exécution de la justice : toute loi procède de lui. Chez Hésiode, le lien entre Zeus et la justice est manifesté par le fait que sa première épouse est Thémis, « le règlement »/« la loi », qui symbolise le fait que son règne est d'emblée placé sous le signe de la « norme ». Elle lui donne notamment pour filles les trois Heures, Eunomie, Dicé et Eiréné, c'est-à-dire « Bonne loi », « Justice » et « Paix ». L'idée de justice (dikè) repose en particulier sur le lien entre un acte jugé et sa récompense ou sa punition, et est ainsi placée sous la supervision de Zeus. Selon les conclusions de J. Rudhardt : « il arrive que le cours des événements apporte sa récompense ou son châtiment à l’auteur d'une action ; ce mécanisme est divin. L'exigence de justice, les manifestations de la justice dans l’histoire sont liées à l'action du dieu qui assure l'équilibre du monde et qui en garantit l'ordonnance. »
Dans la pratique, la « justice de Zeus », telle qu'elle se manifeste dans les mythes par ses punitions et récompenses, ou par leur absence, a pu être définie comme imprévisible, impénétrable, arbitraire, n'ayant pas de règles établies, sans considérations morales. Dans la littérature, tantôt le dieu semble agir de manière à donner aux humains ce qu'ils méritent en fonction de leurs actes (Odyssée, Les Travaux et les Jours), d'autres fois ses actes sont jugés incompréhensibles (notamment chez Eschyle) si ce n'est arbitraires. Il échafaude des plans sur plusieurs générations, ce qui les rend difficiles à comprendre pour les mortels dont la vie est éphémère et qui n'en voient pas l'issue. Lui-même n'est pas un modèle de vertu, et il punit avant tout ceux qui lui ont manqué de respect ou qui ont porté atteinte à son champ de compétences (notamment l'hospitalité). Cela renvoie aux contradictions et inconsistances émaillant la religion grecque, où l'idée de dogme est absente et la spéculation relativement libre. Plusieurs poètes et penseurs grecs, tels que Théognis (v. 540 av. J.-C.), ont ainsi questionné cette apparente tolérance du dieu envers ceux qui agissent mal, alors que d'autres, à commencer par Hésiode et Solon, ont tenté de faire de Zeus un garant de la morale, punissant les impies et ceux qui commettent des actes mauvais,.

### Zeus et le destin
Les questions sur la justice de Zeus renvoient plus largement à son implication dans le sort des humains, leurs bonheurs et leurs souffrances, donc à la question du « destin », moira/aisa, littéralement « partie », « portion », qui a fait couler beaucoup d'encre. Elle évoque principalement au moment de la mort des humains, inévitable en raison de leur condition de mortel, mais prend avec le temps un sens plus large jusqu'à se rapprocher de la notion moderne. En tant que dieu le plus puissant et gouverneur du monde, Zeus joue un rôle primordial sur le cours des choses. Pausanias rapporte qu'on lui donne en plusieurs endroits l'épithète de Moiragetes, « qui dirige le destin » (ce qui est confirmé par diverses sources épigraphiques).
Faute de description claire de son rôle dans la conduite des destinées, les études ont en particulier analysé sa capacité à influer sur le cours des événements de la guerre de Troie dans l’Iliade, bien que de toute évidence, cette description soit en partie dictée par les besoins du récit et n'a pas pour but de donner une analyse théologique des forces gouvernant le sort des humains ; elle diverge du reste de la vision qu'en donne l’Odyssée,. Grâce à sa puissance supérieure à celle de tout autre être, Zeus peut souvent agir sur le cours des choses, mais il y a aussi des limites à sa capacité à agir, en particulier lorsqu'il doit accepter malgré lui la mort au combat de son fils Sarpédon. Lors du combat fatal à Hector, qui lui a offert de nombreux sacrifices et qu'il apprécie, Zeus manie une balance d'or penchant en sa défaveur et symbolisant le fait que son destin touche à son terme (Iliade, XXII, 209-213). Zeus pourrait agir, mais il évite de le faire sur les conseils des autres divinités afin de ne pas perturber l'ordre de l'univers en créant un dangereux précédent. Cela renvoie aux limites de sa puissance et au devoir qu'a un souverain de se plier aux coutumes et de respecter les prérogatives de ses sujets,.
Dans la Théogonie d'Hésiode, Zeus est le père des Moires, qui sont les personnifications du destin des humains, autres filles du couple Zeus-Thémis qui renvoient comme les Heures à la norme dans le règne de Zeus. Son épithète Moiragetès peut aussi s'interpréter « conducteur des Moires », et ils sont associés dans un culte à Athènes. Cela lui confère théoriquement le statut d'« ultime décideur de ce qui arrive » (T. Gantz).
Les traditions postérieures maintiennent l'ambiguïté sur le rapport de Zeus au destin : certains auteurs considèrent que les volontés des Moires s'impose à Zeus et qu'il n'a donc pas de responsabilité dans les souffrances des mortels (Hérodote, Bacchylide, Platon), d'autres continuent à lui faire jouer un rôle majeur (Théognis). Écrivant bien après les auteurs archaïques et classiques, mais à un moment où le sujet est encore débattu, Lucien de Samosate (IIe siècle ap. J.-C.) se moque de ces inconsistances dans son dialogue Zeus confondu.

## Un dieu de l'ordre politique, social et familial
Dieu souverain, source d'autorité par excellence, Zeus préside à de nombreuses activités politiques et sociales, que ce soit directement ou indirectement. En premier lieu, « toute souveraineté humaine procède de Zeus », depuis celle du roi jusqu'à celle du chef de famille ; autrement dit, c'est « une autorité patriarcale qui s'exerce dans tous les domaines. » Il est celui parmi les dieux qui est le principal responsable des activités politiques et juridiques, de leur transmission aux humains, de leur organisation au sein des communautés, et de leur protection. Il peut donc être vu comme « le grand mainteneur de l'ordre matériel et moral », le « patron de l'État, gardien des institutions et garant de l'exercice de la justice. »
Son culte n'est certes presque jamais central dans les cités, car il se place au-dessus de la mêlée, mais sa puissance se retrouve souvent en arrière-plan. Les cultes de Zeus « renforcent les sources traditionnelles d’autorité et les normes de comportement, que ce soit au sein de la famille, du groupe de parenté ou de la cité », et ses pouvoirs sont recherchés pour garantir l'ordre et la justice, le règlement des conflits, l'hospitalité, le respect des serments, etc.

### Les rois et la royauté

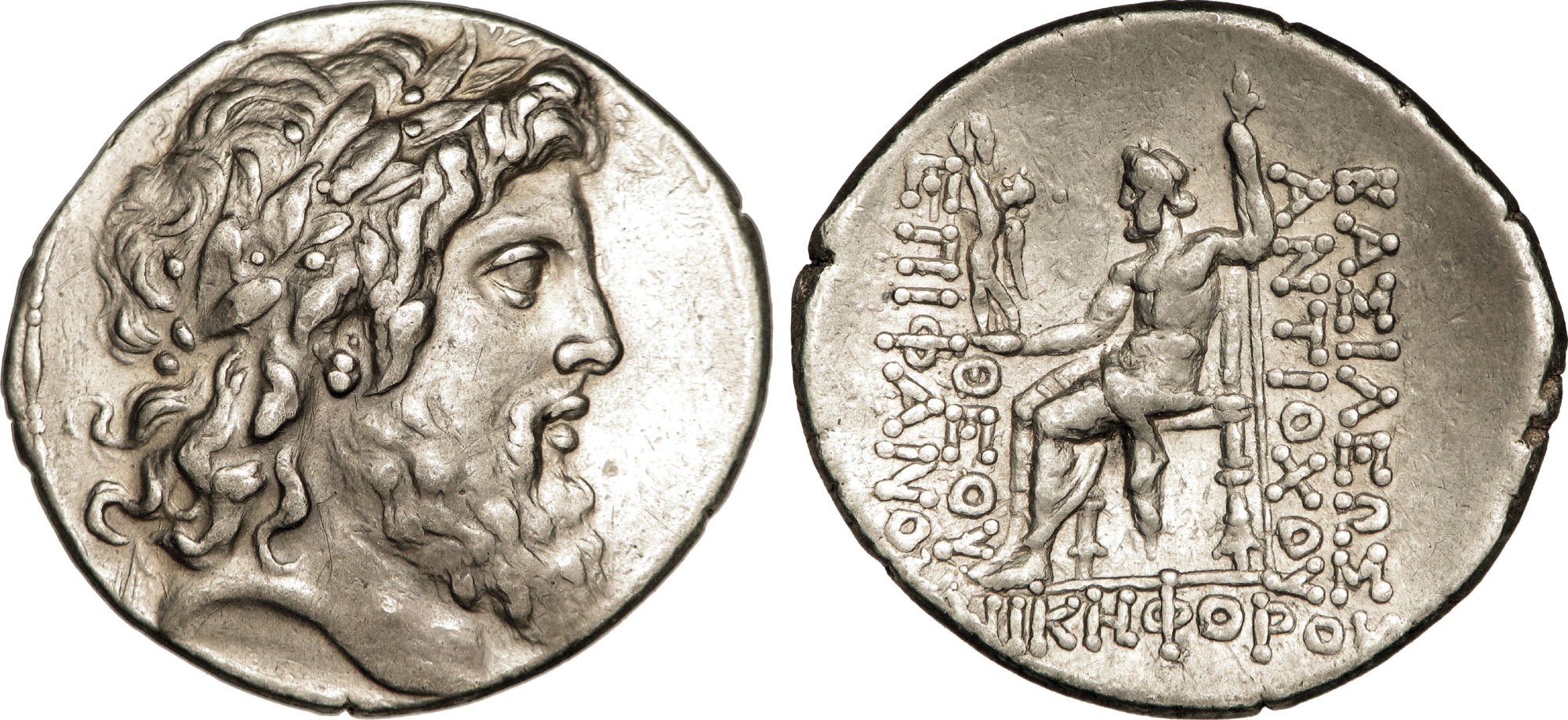
Tétradrachme du royaume Seleucide représentant Zeus.

Dans les épopées homériques, le pouvoir d'un « roi » (basileus) est conféré par Zeus (Iliade I, 277-279 ; II, 196-197), qui octroie au souverain le sceptre qui symbolise son autorité (Iliade II, 46, 100-108, 186 et 268). Le pouvoir qu'ont les rois de juger les différends dérive de l'autorité de Zeus, qui récompense ceux qui sont du côté de sa justice et châtie ceux qui la bafouent (Iliade XVI, 384-392 et XXI, 522-524 ; Odyssée XIX, 108-114),. Dans la même veine, selon Hésiode « les rois viennent de Zeus » (Théogonie 94-96). Homère comme Hésiode disent que les rois sont « nourris par Zeus »/« nourrissons de Zeus » (Iliade II, 196 ; Théogonie 82). Selon Hésiode encore, ces protégés de Zeus sont dotés par ses filles les Muses de l'éloquence qui leur permet de bien exercer leur fonction en mettant fin aux conflits (Théogonie, 80-92).
En pratique, la royauté disparaît du monde grec des cités aux époques archaïque et classique, à l'exception de Sparte et des entités politiques du nord (notamment la Macédoine), le pouvoir monarchique, quand il existe, étant aux mains des tyrans. Deux d'entre eux, Pisistrate d'Athènes (v. 515) et Théron d'Agrigente (v. 480), projettent des temples monumentaux consacrés à Zeus Olympios, qui participent à la légitimation de leur pouvoir. Aucun des deux n'est achevé en raison de la fin des régimes tyranniques. En Macédoine, l'idéologie royale accorde une grande importance à Zeus, considéré comme l'ancêtre de la dynastie. C'est à la suite des conquêtes de son plus célèbre souverain, Alexandre le Grand, que la monarchie devient l'institution politique primordiale du monde grec durant l'époque hellénistique (323-30 av. J.-C.). Zeus est alors mobilisé pour l'idéologie royale. L'hymne que le poète alexandrin Callimaque (v. 305-240) consacre à Zeus met en particulier en exergue la stature souveraine du dieu, sous la protection duquel il place son roi, Ptolémée II.
Une fois la domination romaine établie sur le monde grec, Zeus reste étroitement associé aux monarques, en l'occurrence les empereurs. Il s'observe notamment une assimilation de plusieurs d'entre eux à Zeus dans le cadre du culte impérial, par la titulature, en particulier sous les Julio-Claudiens : dans des inscriptions d'Asie mineure, Auguste se fait ainsi appeler dans des inscriptions Sebastos Zeus Patrôos « Auguste Zeus ancestral » et Sebastos Zeus Kaisar Olympios « Auguste Zeus César olympien ». À Athènes, Hadrien s'associe à plusieurs aspects de Zeus, dont il reprend les épithètes à son compte : Olympios « Olympien » dont il finalise le temple à Athènes et qu'il fait représenter sur des monnaies ; Eleutherios « libérateur » dont il se dit le fils ; Panhellenios « de tous les Grecs » dont il fait la promotion du culte. Le dernier empereur polythéiste Julien (331-363), dans ses discours, fait encore dériver son pouvoir de Zeus.

### Les activités politiques

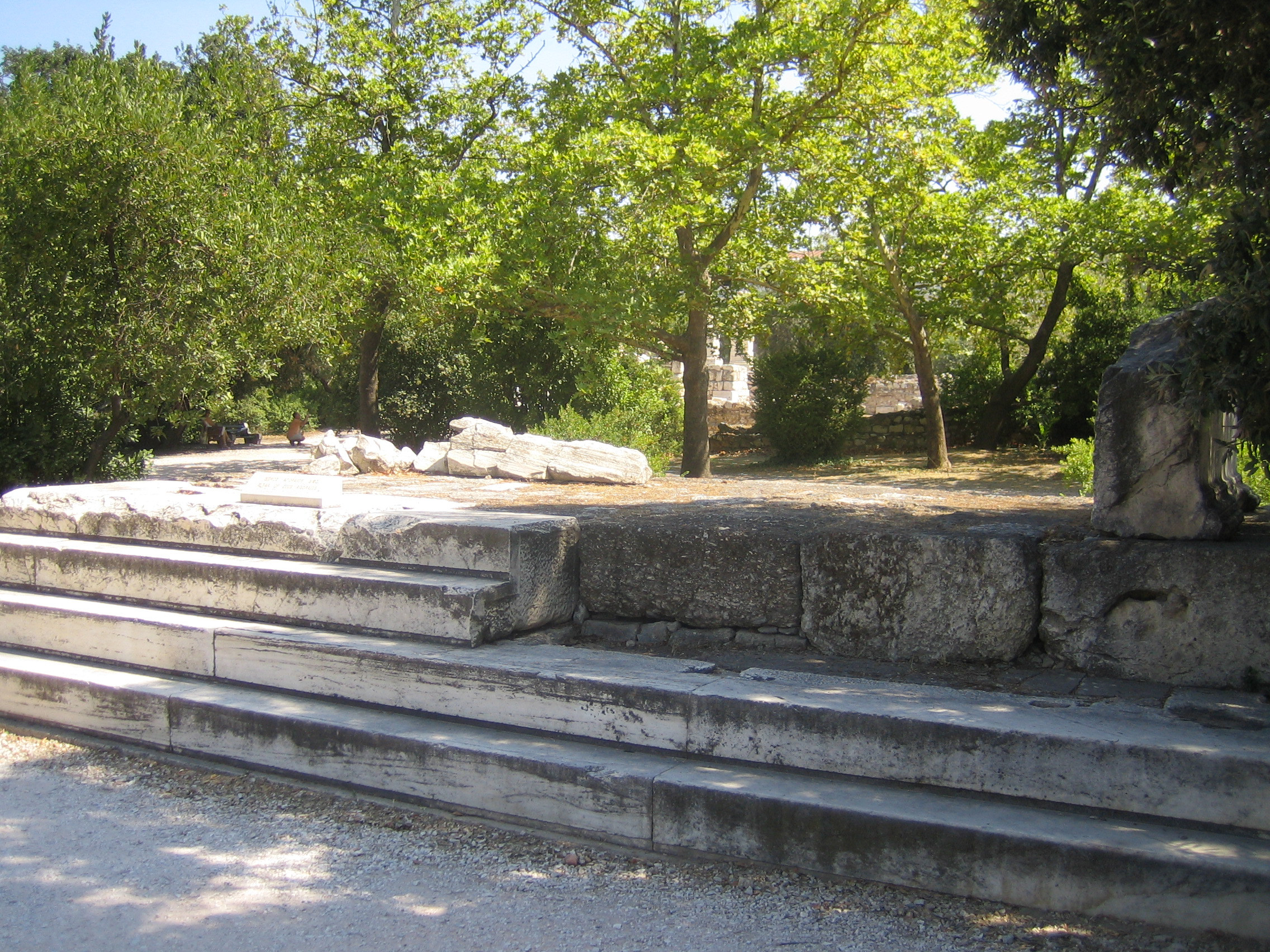
Autel de Zeus Agoraios, agora d'Athènes.

Source de l'autorité dans les communautés politiques, et garant du droit et de l'organisation politique, Zeus est connu sous différentes formes en lien avec les activités politiques et les groupes sociaux. Il est souvent associé à Athéna, par excellence la divinité protectrice des cités et de leurs institutions.
Une de ses épithètes est Polieus, « de la cité », qui incarne la cité en tant qu'organisation politique. À Athènes, Zeus Polieus est associé à Athéna Polias, la protectrice de la cité, ce qui est une manière de montrer qu'elle occupe cette position parce qu'elle est la fille de Zeus et qu'il la cautionne. Mais c'est elle qui est invoquée comme puissance active pour protéger la cité et ses institutions,.
Il est également plus directement lié à certaines institutions centrales dans la vie politique de la cité, là encore souvent en association avec Athéna : à Athènes comme à Sparte, il est Agoraios « de l'agora » (le centre de la cité ; évoqué dans le théâtre athénien classique comme force de persuasion politique) et Boulaios/Amboulios « du conseil » (Boulè),,. Le duo Zeus-Athéna protège aussi les activités des phratries, groupes infra-civiques d'Athènes, sous les épithètes Phratrios/Phratria,.

### Le foyer, la famille et la parenté
La fonction souveraine de Zeus se retrouve aussi au niveau du foyer, l’oikos des anciens Grecs, puisqu'il en est le protecteur et fait l'objet de cultes dirigés par le chef de famille, autorité suprême au niveau domestique, et peut être vu comme l'archétype du patriarche. Cela est surtout documenté à Athènes.
Zeus Ktesios « des richesses » agit sur l'acquisition et la préservation des biens de la famille, son patrimoine. Sa protection s'exerce en particulier sur les magasins et lieux de stockage. Il semble plus précisément associé aux jarres, type d'objet qui pourrait servir à le symboliser. L'orateur Isée (v. 420-340) cite un bon père de famille qui conduit son culte en présence de sa famille proche, sans esclaves et étrangers, mais dans d'autres foyers une audience plus large est admise (Sur la succession de Kiron, 16),,.
Zeus Herkeios « de l'enceinte/de la clôture » semble aussi associé aux foyers et aux familles, mais son rôle est complexe à comprendre. Il semble vénéré dans la cour des maisons athéniennes et son culte est considéré comme un devoir pour toute famille qui se respecte (aussi pour les groupes plus larges que sont les phratries). Il pourrait être plus spécifiquement le protecteur des liens familiaux,.
Associé à Héra, Zeus est également une divinité du mariage, lorsqu'il porte les épithètes renvoyant à son épouse, Heraios « d'Héra » et Teleios « accompli (par le mariage) » (quand Héra est elle-même surnommée Teleia). Le couple est vénéré conjointement lors de rituels de « mariage sacré » et divers rites nuptiaux comme ceux qui ont lieu lors du mois des noces à Athènes, Gamelion,,.
Zeus est aussi Patrôos, ce qui peut s'interpréter comme « ancestral » ou « des pères ». Il peut alors jouer le rôle de protecteur des pères mais aussi des ancêtres familiaux. Platon l'associe à un Zeus Homognios « protecteur de la famille » (Les Lois, 881d2). Ces aspects du dieu et d'autres déjà évoqués en lien avec les groupes de parenté (notamment Phratios et Herkeios) renvoient aussi au fait qu'il joue un rôle dans la filiation, la continuation de la ligne paternelle. Il « sert à dire le « parental » dans la culture grecque » (P. Brulé). Hérodote (VI, 67-68) rapporte ainsi que le roi Démarate de Sparte prend Zeus Herkeios à témoin lorsque ses adversaires mettent en doute le fait qu'il soit le fils de son père. À Messapé, le sanctuaire de Zeus a livré de nombreux modèles en terre cuite de phallus, qui semblent indiquer que les hommes lui faisaient des offrandes pour qu'il les aide à devenir père.
Zeus Sôter « sauveur » joue aussi un rôle dans le cadre domestique. Eschyle en fait à plusieurs reprises le dieu qui octroie l'autorité au chef de famille, et qui protège l'intégrité de la maison (il « garde les foyers des justes » selon un passage des Suppliantes). On lui verse également des libations lors des banquets (symposion).
En revanche, au moins en contexte athénien, Zeus ne se préoccupe pas de la croissance des enfants, et n'intervient qu'à la marge des rites de passage : c'est un dieu pour adultes.

### Les relations et crises sociales

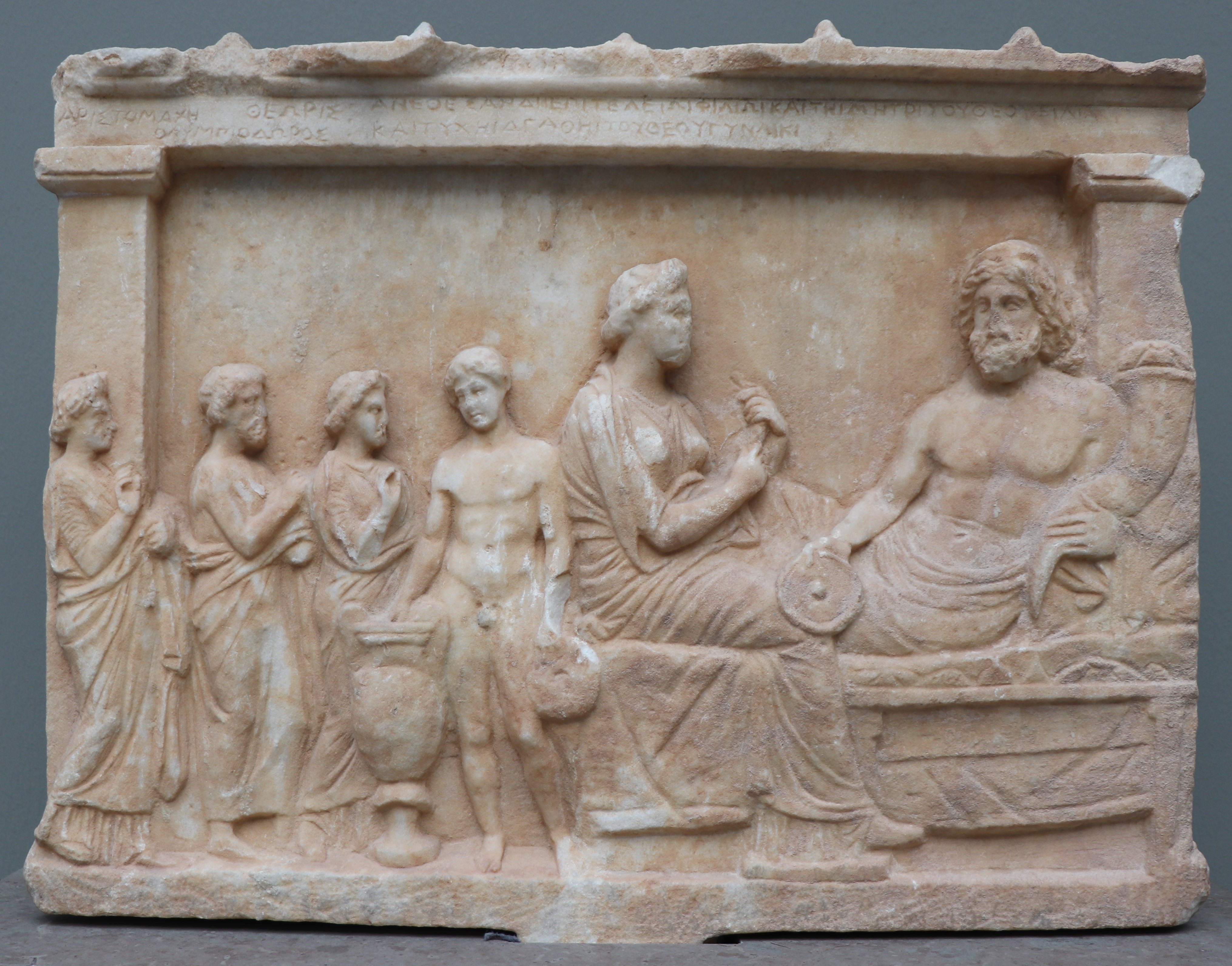
Relief dédié à Zeus Philios, représenté allongé sur une couche de banquet. Athènes, seconde moitié du Ny Carlsberg Glyptotek.

Figure d'autorité, Zeus est un dieu qui joue sous plusieurs aspects le rôle de garant des relations interpersonnelles, qui sont investies d'un aspect sacré, ritualisées et reçoivent sa sanction (hospitalité, amitié, supplication, serment, etc.). Il agit contre les actes allant à leur encontre (meurtre d'étrangers, atteintes aux hôtes, non-respect des serments, etc.), qui sont susceptibles de perturber l'ordre social (cela renvoie aussi à son rôle de garant de la justice) et d'entraîner une « pollution » qu'il faudrait purifier,,.
Il est à ce titre le protecteur des étrangers et de leur accueil, sous son épithète Xenios « hospitalier ». Il est le garant de l'hospitalité (xenia), et celui qui ne respecte pas cette pratique encourt son châtiment. Quand il est Philios « de l'amitié/amical », il est le protecteur de l'amitié (philia), plus précisément l'incarnation du lien au sein de petits groupes sociaux, sans doute sous la houlette d'un « patron ». Ce Zeus est aussi lié au banquet (symposion) : on lui fait des libations et on dresse même une couche pour l'accueillir dans des banquets athéniens,.
Il est également le garant du serment (horkos) sous l'épithète Horkios « du serment », et punit alors les parjures. Zeus figure souvent en premier dans les listes de divinités au nom desquelles jurent ceux qui prêtent serment. Pausanias décrit comment les athlètes et leurs pères prêtaient serment devant la statue de ce Zeus avant de concourir à Olympie, et que cette statue représentait le dieu brandissant le foudre qui s'abattrait sur ceux qui enfreindraient leur serment (Description de la Grèce, V, 24, 9),,. Zeus Hikesios « des suppliants » protège ceux qui adressent une supplication (hiketeia/hikesia), un autre acte particulièrement important dans les rapports sociaux antiques, avec un aspect ritualisé et religieux prononcé,.
Zeus peut être vu plus largement comme une figure de la médiation, de la transition voire des transactions sociales (P. Ellinger). Plusieurs de ses fonctions le lient à la résolution de crises, par différentes manières. Il faut s'attacher ces différentes figures de Zeus pour expier une faute et être lavé de ses crimes. Plusieurs épithètes font référence à son côté vengeur et punisseur : Alastoros/Elasteros Palamnaios « vengeur », Phonios « sanglant » (ou « des meurtriers », ceux qui veulent expier leur faute), Laphystios « dévoreur ». Ces aspects le rapprochent des spectres vengeurs et des Érinyes (les « Furies »). D'autres en revanche sont du côté du pardon et de la réconciliation : Hikesios « des suppliants » déjà évoqué, Phyxios « des fugitifs » (pour leur réintégration), aussi Euménès « bienveillant » et Meilichios « doux ». Ou directement en lien avec les actes de purification et d'expiation du mal mettant fin aux crises comme Exakestèr « expiatoire » et Katharsios « purificateur ». Parmi les divinités grecques, Zeus joue en effet un rôle majeur dans les rituels de purification, notamment les crimes de sang, qui doivent être lavés sous la supervision de Zeus Katharsios,.
Zeus est également à Lesbos un pourvoyeur de concorde, Homonoios/Omonoios « de la concorde », en tant que garant du bon ordre des choses.

### Un dieu bienfaiteur et sauveur
Zeus est actif dans tout un ensemble de domaines qui mettent en évidence sa capacité à changer le cours des choses, donner une issue favorable à une situation potentiellement dangereuse, protéger les gens exposés aux dangers, assurer la paix et la prospérité.
Il est un dieu de la victoire et des moments décisifs. Il est connu sous l'épithète Tropaios « qui détourne les ennemis » (ou « qui détourne les maux » ; on trouve aussi Apotropaios et Alexikakos). On lui dédie un tropaion « trophée », en remerciement de son appui pour obtenir une victoire,. Il est Eleutherios « libérateur », quand il aide à repousser ceux qui souhaitent asservir autrui. Il est notamment célébré sous cet aspect à Platées, pour avoir aidé à défaire les Perses lors des guerres médiques (Éleuthéries),. 
Zeus est donc aussi un dieu de la guerre, honoré par ceux qui ont remporté une victoire. Cela se voit notamment par les nombreuses offrandes qui lui sont faites à Olympie, dont des trophées célébrant de grandes victoires (parmi lesquelles plusieurs statues colossales le représentant) et une grande quantité d'armes (casques, pointes de lances, épées, etc.), sans doute pour beaucoup prises à des ennemis vaincus. Pausanias signale d'ailleurs qu'il est entre autres honoré dans ce sanctuaire sous l'épithète Areia « d'Arès », référence au dieu guerrier s'il en est. Xénophon évoque aussi un Zeus Agetor « conducteur (de l'armée) » auquel le roi de Sparte sacrifie, en compagnie d'autres divinités, lorsqu'il s'apprête à partir en campagne. Il franchit la frontière du territoire de la cité avec ses troupes uniquement s'il reçoit un signe favorable de la part du dieu et d'Athéna (Constitution des Lacédémoniens, XII, 2).
Zeus Sôter « sauveur » est une figure très populaire, déjà évoquée pour son rôle protecteur dans le cadre familial. Il est aussi bien invoqué dans la protection des individus que dans celle des communautés voire de toute la Grèce, notamment quant un danger approche ou après qu'il a été éloigné. Durant l'époque hellénistique, on lui consacre dans plusieurs cités des fêtes appelées Soteria pour célébrer la délivrance des communautés face à des périls majeurs. Les plus célèbres sont celles instaurées dans le grand sanctuaire de Delphes (dédiées à Zeus Sôter et au dieu local Apollon) après la défaite des Galates en 279. Le rôle protecteur du Zeus sauveur se fait au Pirée en lien avec sa fille Athéna Soteira « sauveuse ». Ils sont vénérés lors de la fête des Diisoteria. Des marins leur font des offrandes pour les protéger lors des voyages en mer. Des troupes militaires leur demandent également protection pour des expéditions,.
Zeus Meilichios « doux » est également un dieu bienfaiteur, qui a comme vu plus haut également un rôle dans la purification, voire un lien avec les forces chthoniennes. C'est un aspect de Zeus populaire dans tout le monde grec. Il est invoqué par des individus et des groupes sociaux pour sa capacité à apporter prospérité et abondance. À Athènes, il est vénéré lors de la fête des Diasies,,.
En raison de son statut de dieu des éléments du ciel et de dieu protecteur, Zeus est couramment invoqué par les navigateurs qui souhaitent se prémunir des tempêtes et effectuer un voyage sans encombre, ou le remercier d'être arrivé à bon port. Il reçoit alors des épithètes spécifiquement marines (Thalassios « marin », Limenoscopos « gardien du port » et Apobaterios « du débarquement »), ou en lien aux vents (Ourios « qui envoie des vents favorables »), ou bien il est invoqué sous ses aspects protecteurs habituels (Sôter, Meilichios) ou encore sous l'épithète Zeus Kasios « du mont Casios ».

### Sources primaires
- Hésiode (trad. Philippe Brunet, édition de Marie-Christine Leclerc), Théogonie, Les Travaux et les Jours et autres poèmes, Paris, Le Livres de Poche, coll. « Classiques », 1999
- Hésiode (trad. Paul Mazon, introduction de Gabriella Pironti), Théogonie, Paris, Les Belles Lettres, coll. « Classiques en poche », 2008, 122 p.
- Hélène Monsacré (dir.), Tout Homère, Paris, Albin Michel/Les Belles Lettres, 2019
- Eschyle (trad. Paul Mazon), Tragédies complètes, Paris, Gallimard, coll. « Folio classique », 1982

### Religion et mythologie
- Jean-Pierre Vernant, « La société des dieux », dans Mythe et société en Grèce ancienne, Paris, F. Maspéro, 1974, p. 103-120.
- Pierre Lévêque et Louis Séchan, Les grandes divinités de la Grèce, Paris, Armand Collin, 1990 (1re éd. 1966).
- Madeleine Jost, Aspects de la vie religieuse en Grèce : Du début du Ve siècle à la fin du IIIe siècle av. J.-C., Paris, SEDES, 1992
- (en) Fritz Graf (trad. Thomas Marier), Greek Mythology : An Introduction, Baltimore, Johns Hopkins University Press, 1993 (1re éd. 1987)
- Timothy Gantz, Mythes de la Grèce archaïque, Belin, 2004 [détail de l’édition].
- (en) Robin Hard, The Routledge Handbook of Greek Mythology : Partially based on H.J. Rose's "Handbook of Greek Mythology", Oxon et New York, Routledge, 2020, 8e éd. (1re éd. 1928)
- (en) Robert Parker, Polytheism and Society at Athens, Oxford, Oxford University Press, 2005
- Pierre Sineux, Qu'est-ce qu'un dieu grec ?, Paris, Klincksieck, 2006.
- (en) Jennifer Larson, Ancient Greek Cults : A Guide, New York, Routledge, 2007.
- (en) Jan N. Bremmer et Andrew Erskine (dir.), The Gods of Ancient Greece : Identities and Transformations, Édimbourg, Edinburgh University Press, 2010.
- Walter Burkert (trad. Pierre Bonnechere), La Religion grecque à l'époque archaïque et classique, Paris, Picard, 2011 (1re éd. 1977).
- (en) Robert Parker, On Greek religion, Ithaca, Cornell University Press, 2011
- (en) Erika Simon, The Gods of the Greeks, Madison, University of Wisconsin Press, 2021 (1re éd. 1969)

### Zeus: articles synthétiques
- (de) Albert Henrichs et Balbina Bäbler, « Zeus », dans Hubert Cancik et Helmuth Schneider (dir.), Der Neue Pauly, Altertum, vol. 12/2 : Ven-Z, Stuttgart et Weimar, J.B. Metzler, 2002, col. 782-791.
- (en) Fritz Graf, « Zeus », dans Karel van der Toorn, Bob Becking et Pieter W. van der Horst (dir.), Dictionary of Deities and Demons in the Bible, Leyde, Boston et Cologne, Brill, 1999, p. 934-940
- (en) Fritz Graf, « Zeus », dans Simon Hornblower, Antony Spawforth et Esther Eidinow (dir.), The Oxford Classical Dictionary, Oxford, Oxford University Press, 2012, 4e éd., p. 1589-1591.
- (de) Christiane Krause, « Zeus », dans Maria Moog-Grünewald (dir.), Mythenrezeption: Die antike Mythologie in Literatur, Musik und Kunst von den Anfängen bis zur Gegenwart, Stuttgart, J. B. Metzler, coll. « Der Neue Pauly. Supplemente » (no 5), 2008, p. 674-678

### Zeus: études spécialisées
- (en) Arthur Bernard Cook, Zeus : A Study in Ancient Religion, Cambridge, Cambridge University Press, 1914, 1926, 1940
- (en) Ken Dowden, Zeus, Londres et New York, Routledge, 2006 (ISBN 978-0-415-30503-7).
- (en) Hugh Lloyd-Jones, The Justice of Zeus, Berkeley, Los Angeles et Londres, University of California Press, coll. « Sather Classical Lectures » (no 41), 1971
- Sylvain Lebreton, Surnommer Zeus : contribution à l'étude des structures et des dynamiques du polythéisme attique à travers ses épiclèses, de l'époque archaïque au Haut-Empire (Thèse de doctorat en Histoire), Paris, Université Rennes 2, 2013 (lire en ligne)
- (en + de) Michalis Tiverios et al., « Zeus », dans Lexicon Iconographicum Mythologiae Classicae (LIMC), vol. VIII, Zürich et Munich, Artemis, 1999, p. 310-374 (t. 1)